# Limnophilinae
Limnophilinae là một phân họ ruồi hạc trong họ Limoniidae. Một số tác giả sử dụng tên Hexatominae.

## Phân loại
| - Acantholimnophila Alexander, 1924 - Adelphomyia Alexander, 1965 - Afrolimnophila Alexander, 1956 - Austrolimnophila Alexander, 1920 - Bergrothomyia Alexander, 1928 - Chilelimnophila Alexander, 1968 - Clydonodozus Enderlein, 1912 - Conosia van der Wulp, 1880 - Ctenolimnophila Alexander, 1921 - Diemenomyia Alexander, 1928 - Edwardsomyia Alexander, 1929 - Eloeophila Róndani, 1856 - Epiphragma Osten Sacken, 1860 - Euphylidorea Alexander, 1972 - Eupilaria Alexander, 1932 - Eutonia van der Wulp, 1874 - Grahamomyia Alexander, 1935 - Gynoplistia Brunetti, 1911 - Harrisomyia Alexander, 1923 - Hexatoma Latreille, 1809 - Idioptera Macquart, 1834 - Lecteria Osten Sacken, 1888 - Leolimnophila Theischinger, 1996 - Limnophila Macquart, 1834 - Limnophilella Alexander, 1919 | - Medleromyia Alexander, 1974 - Mesolimnophila Alexander, 1929 - Metalimnophila Alexander, 1922 - Neolimnomyia Séguy, 1937 - Nippolimnophila Alexander, 1930 - Notholimnophila Alexander, 1924 - Nothophila Alexander, 1922 - Paradelphomyia Alexander, 1936 - Paralimnophila Alexander, 1921 - Phylidorea Bigot, 1854 - Pilaria Sintenis, 1889 - Polymera Wiedemann, 1820 - Prionolabis Osten Sacken, 1860 - Prolimnophila Alexander, 1929 - Pseudolimnophila Alexander, 1919 - Rhamphophila Edwards, 1923 - Shannonomyia Alexander, 1929 - Skuseomyia Alexander, 1924 - Taiwanomyia Alexander, 1923 - Tinemyia Hutton, 1900 - Tipulimnoea Theischinger, 1996 - Tonnoiraptera Alexander, 1935 - Tonnoirella Alexander, 1928 - Ulomorpha Osten Sacken, 1869 - Zaluscodes Lamb, 1909 |